# A Marvada Carne
A Marvada Carne és una pel·lícula brasilera del 1985, produïda per Cláudio Kanhs, de Tatu Filmes, dirigida per André Klotzel i protagonitzada per Fernanda Torres, Adilson Barros i Regina Casé. Va guanyar onze premis al Festival de Gramado, el mateix any en què es va estrenar, entre ells els de millor pel·lícula pel Jurat Oficial i el Jurat Popular. El novembre de 2015 la pel·lícula va entrar a la llista feta per l'Associação Brasileira de Críticos de Cinema (Abraccine) de les 100 millors pel·lícules brasileres de tots els temps.

## Argument
A Marvada Carne és una comèdia que mostra les divertides aventures de Carula (Fernanda Torres), una senzilla noia del camp, que té un gran somni a la vida: casar-se. I per això està disposada a fer qualsevol cosa.

## Repartiment
- Adilson Barros	...	Quim
- Fernanda Torres	...	Carula
- Dionísio Azevedo	...	Nhô Totó
- Geny Prado	...	Nhá Policena
- Lucélia Maquiavelli	...	Nhá Tomasa
- Nelson Triunfo	...	Curupira
- Regina Casé	...	Mulher Diaba
- Paco Sanches	...	Serafim

## Premis
13è Festival de Gramado
- Millor pel·lícula
- Millor actriu (Fernanda Torres)
- Millor guió (André Klotzel i CA Sofredini)
- Millor director (André Klotzel)
- Millor fotografia (Pedro Farkas)
- Millor edició (Alain Fresnot)
- Millor escenografia (Adrian Cooper)
- Millor música original (Rogério Duprat)